# Nikola Vlašić
Nikola Vlašić (hr[nǐkoɫa ʋɫâʃitɕ]; n. 4 octombrie 1997) este un fotbalist profesionist croat care joacă pe postul de mijlocaș ofensiv pentru clubul din Serie A Torino FC și pentru echipa națională a Croației.
În 2014, Vlašić a intrat pe lista celor mai buni 40 de fotbaliști din lume, născuți în 1997, compilată de The Guardian.

## Cariera pe echipe

### Hajduk Split
Născut în Split, în familia antrenorului de atletism Joško Vlasic, ca frate mai mic al campionului mondial la săritura în înălțime, Blanka Vlasic, viitoarea carieră de fotbalist a lui Nikola a fost privit ca un „proiect“ de către tatăl său, care a început să-l formeze personal încă de când el a avea vârsta de patru ani.
Vlašić s-a alăturat academiei NK Omladinac Vranjic, înainte de a fi adus la HNK Hajduk Split la vârsta de 12 ani. El a debutat pentru echipa națională de fotbal a Croației U16 la vârsta de 14 ani jucând regulat cu coechipieri mai mari la nivelurile U17 și U18. El a excelat și la nivelul clubului de tineret, iar în sezonul 2013-2014 a format o pereche puternică la echipa U17 a lui Hajduk cu Andrija Balić, ajutând echipa să termine în prima parte a clasamentului, fără să sufere nicio înfrângere. Cei doi au primit apoi și au semnat contracte de profesioniști și au fost avansați la echipa U19, unde au jucat constant.
El și-a făcut debutul pentru prima echipă într-un meci de calificare în UEFA Europa League la 17 iulie 2014, jucând în meciul din deplasare cu Dundalk FC. După debutul său, el a devenit cel mai tânăr marcator al lui Hajduk Split în competițiile internaționale, la vârstă de 16 ani și 9 luni, având cu 2 luni mai puțin decât fostul deținător al recordului, Mario Tičinović. În acel sezon, Vlašić a jucat 37 de meciuri în toate competițiile, marcând patru goluri.
La 30 iunie 2016, Hajduk a anunțat că Vlašić a fost numit vice-căpitan al clubului, iar Lovre Kalinić a continuat să fie căpitan. Deoarece Kalinić a fost în vacanță prelungită ca urmare a faptului că a făcut parte din echipa croată care a participat la UEFA Euro 2016, Vlašić a fost căpitanul lui Hajduk pentru prima dată pe 14 iulie 2016, în prima etapă a sezonului, într-o remiză din deplasare, scor 2-2 împotriva lui CS Municipal Studențesc Iași în al doilea tur de calificare al Ligii Europa 2016-2017. În ciuda vârstei fragede, Vlašić a fost căpitan de încă patru ori în acel sezon.

### Everton
La 31 august 2017, Vlašić a semnat un contract de cinci ani cu clubul Premier League Everton pentru o sumă de aproximativ 10 milioane de lire sterline, cea mai mare sumă de transfer pe care Hajduk Split a primit-o vreodată. Vlašić l-a impresionat pe antrenorul lui Everton, Ronald Koeman, și pe directorul sportiv Steve Walsh, când Everton și Hajduk s-au confruntat în playofful UEFA Europa League din sezonul 2017-2018. Vlasic a marcat primul său gol pentru Everton, la debutul pe Goodison Park într-un meci cu Apollon Limassol din Europa League, în minutul 66, la 28 septembrie 2017.

### ȚSKA Moscova
La 15 august 2018, clubul rus PFC ȚSKA Moscova a anunțat că Vlašić a fost adus sub formă de împrumut pentru sezonul 2018-2019. La 2 octombrie 2018, Vlašić a înscris în minutul 2 golul victoriei obținute împotriva deținătoarei Ligii Campionilor din sezonul anterior, Real Madrid.

## Cariera la națională

### Senior
La 28 mai 2017. Vlašić a debutat pentru Croația într-un meci amical cu Mexicul după ce a fost numit titular.
La 18 noiembrie 2018, el i-a oferit o pasă de gol lui Andrej Kramarić într-un meci de Liga Națiunilor UEFA împotriva Angliei, în care Croația a condus inițial cu 0-1, dar a terminat meciul fiind învinsă cu 2-1.

## Viața personală
El este fratele atletului croat Blanka Vlašić.

## Statistici privind cariera
Până pe 16 martie 2019
| Club          | Sezon         | Campionat            | Campionat | Campionat | Cupa Națională | Cupa Națională | Cupa Ligii | Cupa Ligii | Europa  | Europa | Total   | Total  |
| Club          | Sezon         | Divizie              | Meciuri   | Goluri    | Meciuri        | Goluri         | Meciuri    | Goluri     | Meciuri | Goluri | Meciuri | Goluri |
| ------------- | ------------- | -------------------- | --------- | --------- | -------------- | -------------- | ---------- | ---------- | ------- | ------ | ------- | ------ |
| Hajduk Split  | 2014-2015     | Prva HNL             | 27        | 3         | 5              | 0              | -          | -          | 5       | 1      | 37      | 4      |
| Hajduk Split  | 2015-2016     | Prva HNL             | 23        | 1         | 3              | 0              | -          | -          | 8       | 1      | 34      | 2      |
| Hajduk Split  | 2016-2017     | Prva HNL             | 30        | 4         | 1              | 0              | -          | -          | 6       | 0      | 37      | 4      |
| Hajduk Split  | 2017-2018     | Prva HNL             | 6         | 3         | 0              | 0              | -          | -          | 6       | 0      | 12      | 3      |
| Hajduk Split  | Total         | Total                | 86        | 11        | 9              | 0              | -          | -          | 25      | 2      | 120     | 13     |
| Everton       | 2017-2018     | Premier League       | 12        | 0         | 0              | 0              | 1          | 0          | 6       | 2      | 19      | 2      |
| ȚSKA Moscova  | 2018-2019     | Prima Ligă din Rusia | 17        | 4         | 0              | 0              | -          | -          | 6       | 3      | 26      | 7      |
| Total carieră | Total carieră | Total carieră        | 115       | 15        | 9              | 0              | 1          | 0          | 37      | 7      | 163     | 22     |

1. 1 2 3 4 5  Meciuri în Europa League
2. ↑  Meciuri în Liga Campionior